# Фукс, Трейси
Трейси Клэйр Фукс (англ. Tracey Claire Fuchs, 3 ноября 1966, Сентерич, Нью-Йорк, США) — американская хоккеистка (хоккей на траве), полузащитник.  Бронзовый призёр чемпионата мира 1994 года, четырёхкратный серебряный призёр Панамериканских игр 1987, 1995, 1999 и 2003 годов, бронзовый призёр 1991 года. Участвовала в летних Олимпийских играх 1988 и 1996 годов.

## Биография
Трейси Фукс родилась 3 ноября 1966 года в американской статистически обособленной местности Сентерич.
Играла в хоккей на траве за университет Коннектикута, в составе его команды выиграла чемпионат Национальной ассоциации студенческого спорта. В 1987 году была удостоена премии Honda Sports Award как лучший игрок среди студентов.
В 1990 и 1995 годах признавалась лучшей хоккеисткой США.
В 1988 году вошла в состав женской сборной США по хоккею на траве на летних Олимпийских играх в Сеуле, занявшей 8-е место. Играла на позиции полузащитника, провела 4 матча, мячей не забивала.
В 1996 году вошла в состав женской сборной США по хоккею на траве на летних Олимпийских играх в Атланте, занявшей 5-е место. Играла на позиции нападающего, провела 7 матчей, забила 1 мяч в ворота сборной Южной Кореи.
В 1994 году завоевала бронзовую медаль чемпионата мира в Дублине, забила 1 мяч.
Четырежды выигрывала серебряные медали хоккейных турниров Панамериканских игр — в 1987 году в Индианаполисе, в 1995 году в Мар-дель-Плата, в 1999 году в Виннипеге, в 2003 году в Санто-Доминго. В 1991 году в Гаване стала бронзовым призёром.
В течение карьеры провела за сборную США 268 матчей.
По окончании игровой карьеры стала тренером. В 1996 году стала ассистентом главного тренера в Мичиганском университете, который за 12 лет её работы дважды выиграл чемпионат Национальной ассоциации студенческого спорта. В 2009 году возглавила «Нотвестерн».
В 2011 году была ассистентом главного тренера женской сборной США на хоккейном турнире Панамериканских игр в Гвадалахаре, где американки завоевали золото.

## Увековечение
В 2014 году введена в Зал славы хоккея на траве США.